# 锡格卢瓦
锡格卢瓦（法語：Sigloy，法語發音：[siɡlwa]）是法国卢瓦雷省的一个市镇，位于该省中部，卢瓦尔河左岸，属于奥尔良区。

## 地理
锡格卢瓦（47°49'59"N, 2°13'33"E）面积9.46 平方千米，位于法国中央-卢瓦尔河谷大区卢瓦雷省，该省份为法国中北部省份，北起埃松省，西北接厄尔-卢瓦省，西南接卢瓦-谢尔省，南至涅夫勒省和谢尔省，东临约讷省，东北接塞纳-马恩省。
与锡格卢瓦接壤的市镇（或旧市镇、城区）包括：卢瓦尔河畔新堡、热尔米尼德普雷、吉利、讷维昂叙利亚斯、乌夫鲁埃尔莱尚、蒂日。
锡格卢瓦的时区为UTC+01:00、UTC+02:00（夏令时）。

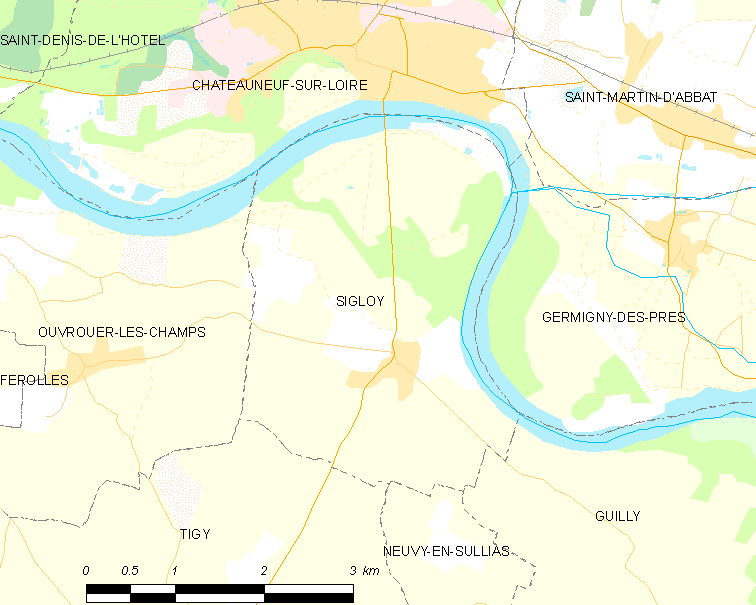
锡格卢瓦的OSM定位图

## 行政
锡格卢瓦的邮政编码为45110，INSEE市镇编码为45311。

## 政治
锡格卢瓦所属的省级选区为圣让勒布朗县。

## 交通
卢瓦雷省省道D11线和D107线在西格卢瓦交汇。

## 人口

1962-2008年间锡格卢瓦人口变化图示

锡格卢瓦于2022年1月1日时的人口数量为660人。